# Robert Borden Reams

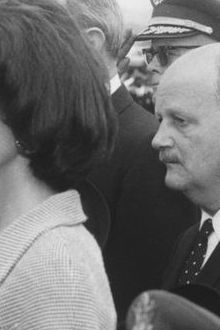
Robert Borden Reams (1962)

Robert Borden Reams (* 27. Januar 1904 in Luthersburg, Pennsylvania; † 26. März 1994 in Panama City, Florida) war ein US-amerikanischer Diplomat.

## Leben
Robert Borden Reams wuchs auf einer Farm in Pennsylvania auf. Er arbeitete als Vertreter und Hotelmanager, bevor er sich erfolgreich um eine Anstellung beim Foreign Service bewarb. Von 1929 bis 1931 war er Vizekonsul im französischen Le Havre. Anschließend wirkte er bis 1936 in Johannesburg und Port Elizabeth in Südafrika. Er war danach von 1937 bis 1940 US-Konsul in Kopenhagen.
Reams arbeitete ab 1942 unter Breckinridge Long in der Abteilung für europäische Angelegenheiten des State Department, wo er für „jüdische Fragen“ zuständig war. Breckinridge Long, ein persönlicher Freund Reams’, praktizierte eine restriktive Politik im Umgang mit den vor den Nationalsozialisten flüchtenden Juden. Robert Borden Reams bezeichnete sich selbst als loyalen „Master Sergeant“ und sah sich nicht als Entscheidungsträger. Allerdings lief die gesamte Kommunikation des State Department zur Problematik der jüdischen Flüchtlinge über seinen Schreibtisch und er argumentierte intern vehement gegen eine jüdische Immigration in die Vereinigten Staaten. Zum einen wäre die Zahl der potenziell einreisenden Juden zu hoch, zum anderen würden die Nationalsozialisten ein zu großes Engagement der Alliierten für die Juden propagandistisch für sich nutzen.
In der zweiten Hälfte der 1940er Jahre wirkte Reams als Geschäftsträger der US-Botschaft in Jugoslawien. Er setzte sich erfolgreich für einen Abbau der Handelsbeschränkungen seitens der Vereinigten Staaten ein, um Tito als Opponent sowjetischer Einflussnahme zu stärken. In den 1950er Jahren war Reams amerikanischer Generalkonsul in Kalkutta und Kathmandu. Er wurde 1960 Botschafter der Vereinigten Staaten in den jungen afrikanischen Republiken Dahomey, Elfenbeinküste, Niger und Obervolta. Sein Amtssitz befand sich in Abidjan. Robert F. Kennedy, der Abidjan besuchte, erlebte ihn als altmodisch-konservativen und wenig dynamischen Botschafter und setzte sich bei seinem Bruder John F. Kennedy für Reams’ Abberufung ein. 1961 wurde Reams in den Ruhestand geschickt. Sein Nachfolger als Botschafter in Abidjan wurde James Wine.